# Liste profanierter Kirchen im Erzbistum Bamberg
Die Liste profanierter Kirchen im Erzbistum Bamberg führt Kirchen- und Kapellengebäude im Erzbistum Bamberg auf, die profaniert wurden. Sie wurden oder werden verkauft, umgebaut oder abgerissen.

## Liste
| Bild | Kirche                              | Ort             | Bauzeit   | Profaniert     | Bemerkungen |
| --- | ----------------------------------- | --------------- | --------- | -------------- | --- |
| Bild gesucht Die Wikipedia wünscht sich an dieser Stelle ein Bild vom hier behandelten Ort. Falls du dabei helfen möchtest, erklärt die Anleitung , wie das geht. BW | St. Joseph (Institutskirche)        | Schillingsfürst | 1962      | 24. Juni 2003  | Umbau des profanierten Kirchengebäudes im Rahmen des Schulausbaus zu Mehrzweckhalle für Sportunterricht und diverse Schulveranstaltungen |
| Bild gesucht Die Wikipedia wünscht sich an dieser Stelle ein Bild vom hier behandelten Ort. Falls du dabei helfen möchtest, erklärt die Anleitung , wie das geht. BW | Kapelle im Schloss Untermerzbach    | Untermerzbach   | 1954      | 14. Juni 2009  | Verkauf des Schlossareals durch die Pallottiner und Verlegung des Noviziats nach Salzburg wegen sinkender Mitgliederzahlen und hoher Unterhaltskosten; Umnutzung des Schlosses nach Erweiterung 2010/11 als Akademie der gesetzlichen Unfallversicherung VBG (Seminarzentrum) |
| Bild gesucht Die Wikipedia wünscht sich an dieser Stelle ein Bild vom hier behandelten Ort. Falls du dabei helfen möchtest, erklärt die Anleitung , wie das geht. BW | St. Bonifatius                      | Marktbergel     | 1959–1960 | 2011           | Verkauf des profanierten Kirchengebäudes an Privatperson |
| Bild gesucht Die Wikipedia wünscht sich an dieser Stelle ein Bild vom hier behandelten Ort. Falls du dabei helfen möchtest, erklärt die Anleitung , wie das geht. BW | Hauskapelle im Don-Bosco-Jugendwerk | Forchheim       | 1971      | 9. August 2019 | Schließung des Jugendwerks der Salesianer Don Boscos wegen Sanierungsrückstands; Übergabe des Inventars der Hauskapelle an Salesianer Don Boscos in Belarus |
| Bild gesucht Die Wikipedia wünscht sich an dieser Stelle ein Bild vom hier behandelten Ort. Falls du dabei helfen möchtest, erklärt die Anleitung , wie das geht. BW | St. Paulus                          | Oberreichenbach | 1964      |                | Datum der Profanierung konnte bisher nicht ermittelt werden |